# Kostel svatého Ondřeje (Třebechovice pod Orebem)
Kostel svatého Ondřeje, apoštola je římskokatolický farní kostel v Třebechovicích pod Orebem. Je chráněn jako kulturní památka České republiky.

## Dějiny
První zmínka o kostele je z roku 1384. V roce 1567 kostel vyhořel při velkém požáru města, kdy shořelo 49 domů, radnice, fara i škola. V letech 1572–1575 byl kostel opraven. Roku 1695 shořela věž, přičemž byly zničeny i věžní hodiny. V roce 1767 byl zbořen s výjimkou kostelní věže a to především proto, že svou kapacitou již nepostačoval potřebám rozrůstající se obce. Následně byl vystavěn nový kostel, ve stylu pozdního baroka. Architektem a stavitelem byl František Kermer z Hradce Králové. Zachována zůstala pouze původní dřevěná věž, která vyhořela v roce 1855 a byla v roce 1864 nahrazena věží novou, postavenou stavitelem Petrem z Opočna. V letech 1932–1933 proběhly rozsáhlé opravy (nová dlažba, zavedení elektřiny) a kostel byl znovu vysvěcen. Menší opravy proběhly v letech 1968, 1971 a 1983.
Kostel je kulturní památkou číslo 144750.

## Kostel
Jednolodní orientovaná stavba sestává z lodi a kněžiště, ke kterému přiléhají sakristie a křtící kaple. Uprostřed západního průčelí stojí hranolová věž s hlavním vstupem do kostela. Po jejích stranách jsou schodiště na dvoupatrovou kruchtu. Loď je zaklenuta valenou klenbou s lunetami, presbytář je zaklenut českou plackou a jeho závěr konchou. Presbytář a kaple mají křížovou klenbu.

## Výzdoba
Presbytář a stěny lodi jsou ozdobeny malbami Josefa Kramolína z roku 1771. Malby obnovil v letech 1864–1865 František Koenig.

## Graduál
Při kostele fungovalo literátské bratrstvo, jehož členy byli přední obyvatelé města. Bratrstvo provozovalo církevní hudbu a zpěv a bylo organizováno na způsob řemeslnického cechu. Nejstarší památkou na činnost bratrstva je jeho graduál z roku 1559. S největší pravděpodobností zde ale bratrstvo působilo již dříve. Graduál je významnou hudební i knižní památkou, která je dnes uložena v Třebechovickém muzeu betlémů.

## Galerie

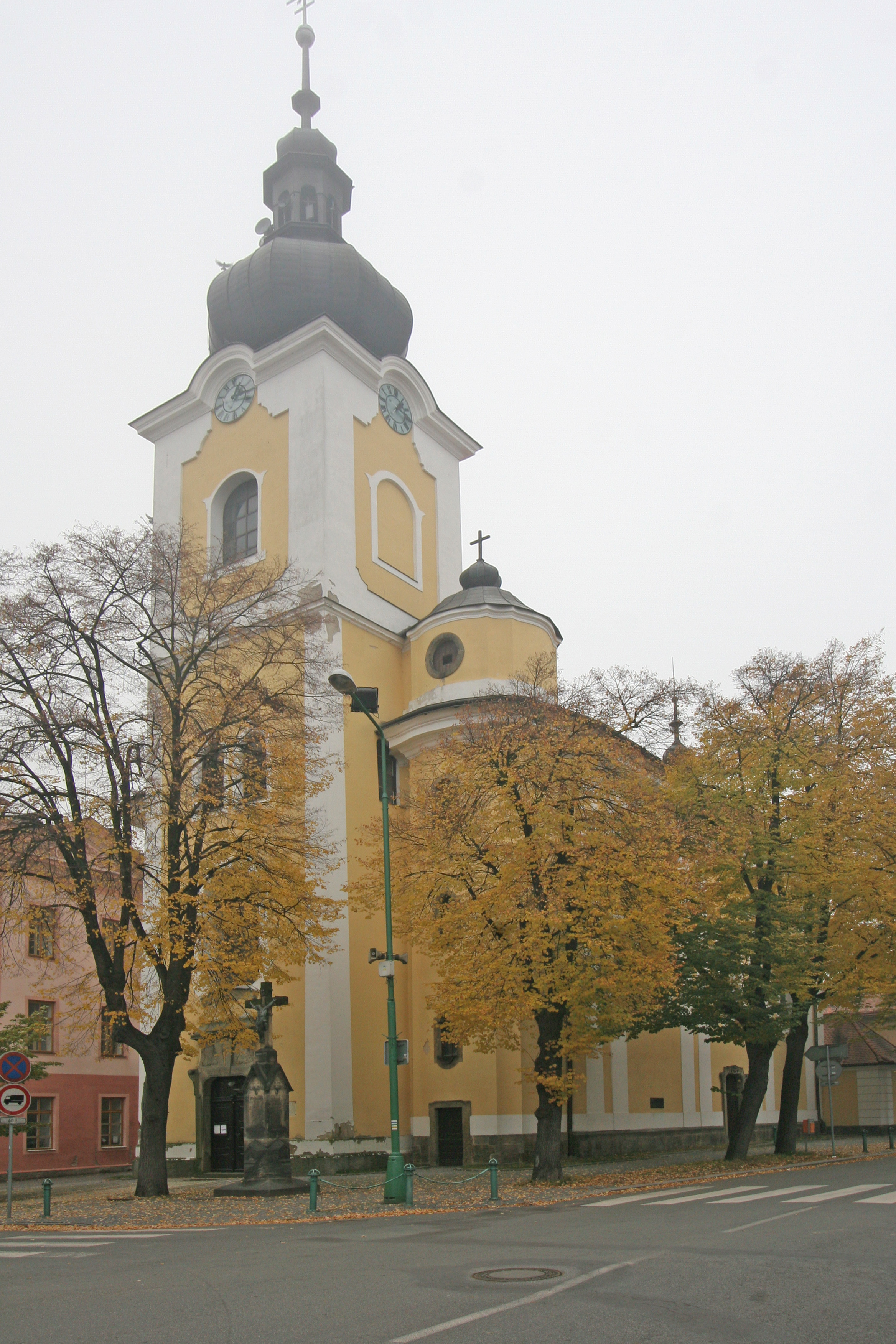
Kostel sv. Ondřeje (Třebechovice pod Orebem)
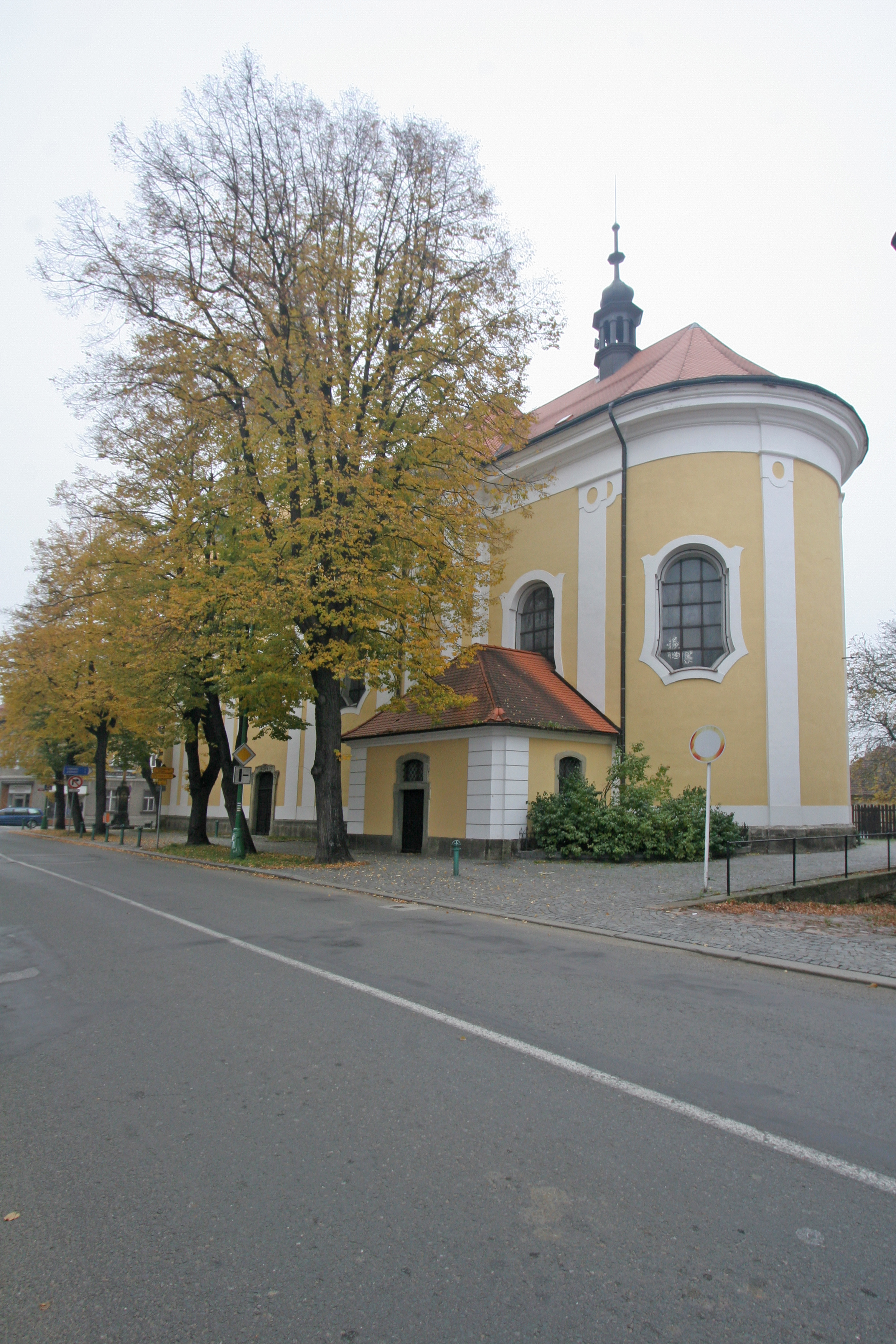
Kostel sv. Ondřeje (Třebechovice pod Orebem)
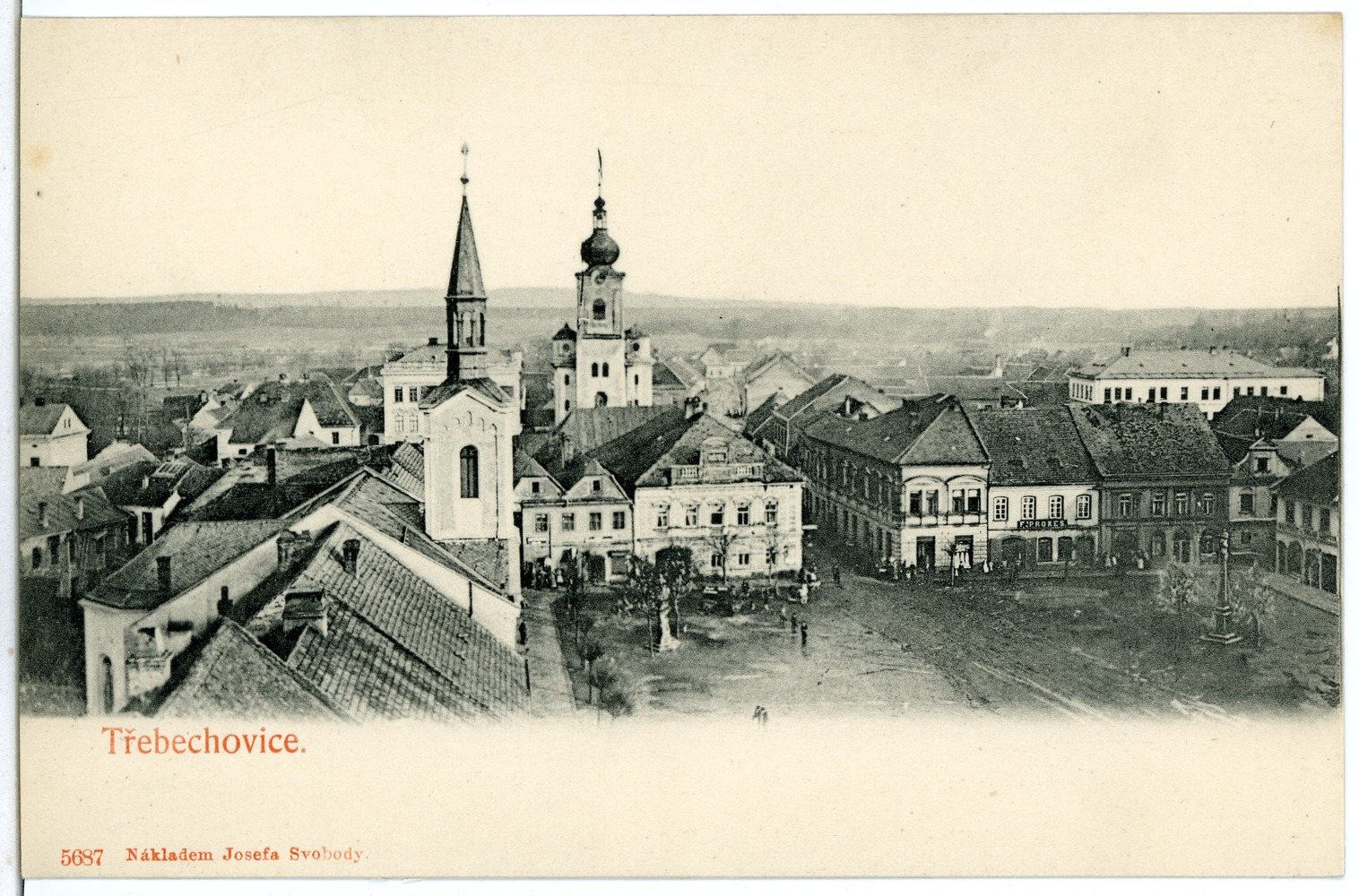
Kostel sv. Ondřeje (Třebechovice pod Orebem) v roce 1905
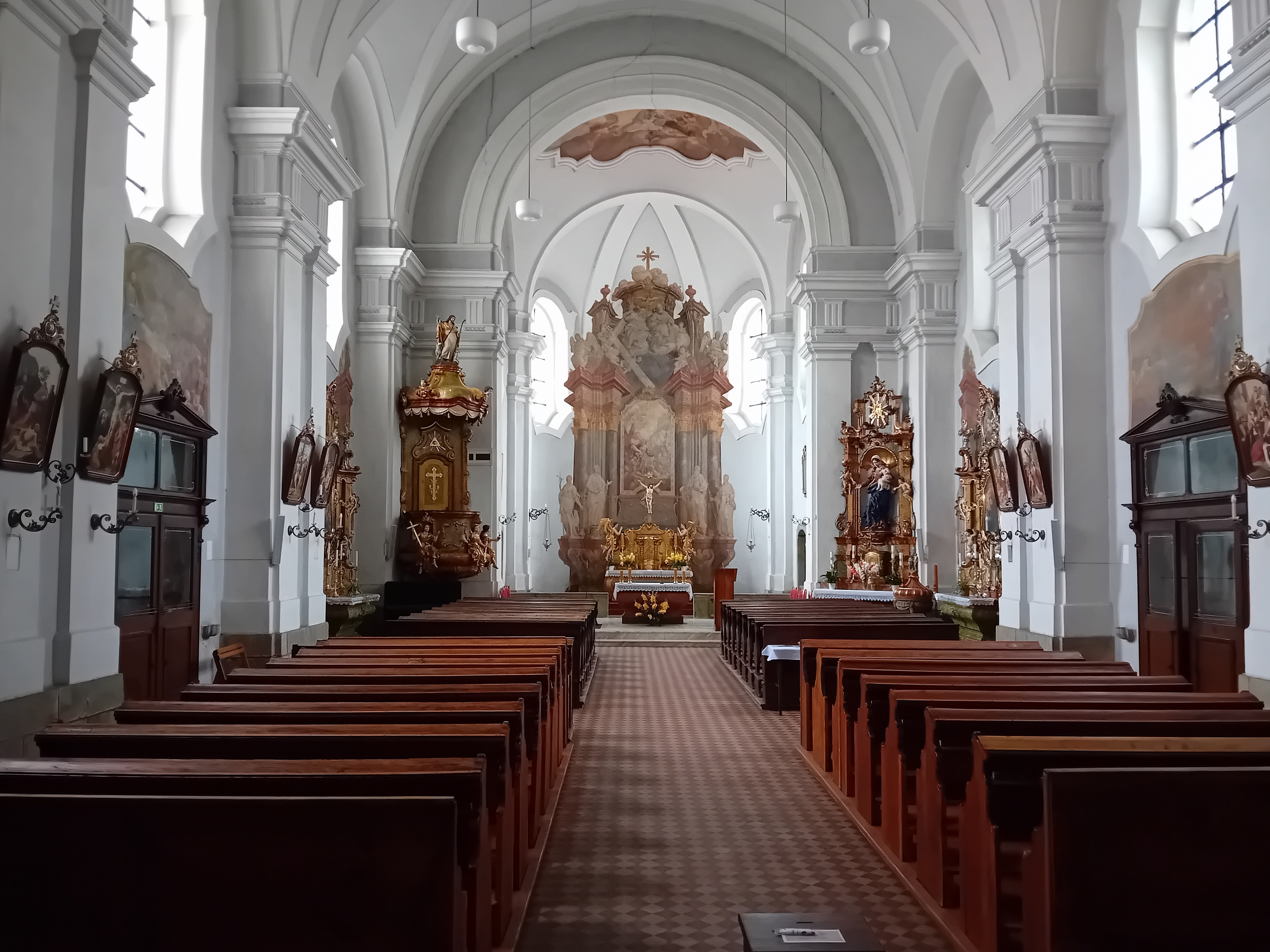
Interiér